# 2e cérémonie des Crime Thriller Awards
La 2e cérémonie des Crime Thriller Awards s'est déroulée le 7 septembre 2009 et a récompensé les meilleures fictions policières ou thrillers en littérature, au cinéma et à la télévision.

## Palmarès

### Littérature

#### Gold Dagger
Policiers
- A Whispered Name : William Brodrick
  - When Will There Be Good News? : Kate Atkinson
  - In the Dark : Mark Billingham
  - Hit and Run : Lawrence Block
  - The Coroner  : M. R. Hall
  - Dark Times in the City : Gene Kerrigan

#### Ian FlemingSteel Dagger
Thrillers
- The Last Child : John Hart
  - The Brass Verdict : Michael Connelly
  - Dark Places : Gillian Flynn
  - Calumet City : Charlie Newton
  - Moscow Rules : Daniel Silva
  - The Tourist : Charlie Newton
  - The Interrogator : Daniel Silva

#### John CreaseyMemorial (New Blood) Dagger
Premiers romans
- Echoes from the Dead : Johan Theorin
  - Sweetsmoke : David Fuller
  - Bad Catholics : James Green (en)
  - No Way to Say Goodbye : Rod Madocks
  - Old City Hall : Robert Rotenberg
  - The Blood Detective : Dan Waddell

### Cinéma et télévision

#### Film Dagger
- Gran Torino
  - Quantum of Solace
  - L'Échange (Changeling)
  - Public Enemies
  - Jeux de pouvoir (State of Play)

#### TV Dagger
- The Red Riding Trilogy (Red Riding)
  - Ashes to Ashes
  - MI-5 (Spooks)
  - Place of Execution
  - Les Enquêtes de l'inspecteur Wallander (Wallander)

#### International TV Dagger
- Sur écoute (The Wire)
  - Dexter
  - The Mentalist
  - Wallander : enquêtes criminelles (Wallander)

#### Meilleur acteur
- Dominic West pour le rôle de Jimmy McNulty dans Sur écoute (The Wire)
  - Kenneth Branagh pour le rôle de Kurt Wallander dans Les Enquêtes de l'inspecteur Wallander (Wallander)
  - Tom Hardy pour le rôle de Freddie Jackson dans The Take
  - Philip Glenister pour le rôle de Gene Hunt dans Ashes to Ashes
  - Paddy Considine pour le rôle de Peter Hunter dans The Red Riding Trilogy (Red Riding)

#### Meilleure actrice
- Juliet Stevenson pour le rôle de Catherine Heathcote dans Place of Execution
  - Keeley Hawes pour le rôle d'Alex Drake  dans Ashes to Ashes et de Martha Lawson dans Identity
  - Hermione Norris pour le rôle de Ros Meyer dans MI-5 (Spooks)
  - Emilia Fox pour le rôle du Dr Nikki Alexander dans Affaires non classées (Silent Witness)

### The International Crimewriting Hall of Fame
- Colin Dexter
- Lynda La Plante
- Val McDermid
- Ian Rankin